# Sulmingen
Sulmingen ist eine Ortschaft im Landkreis Biberach. Sie ist der Teilort der Gemeinde Maselheim.

## Wappen

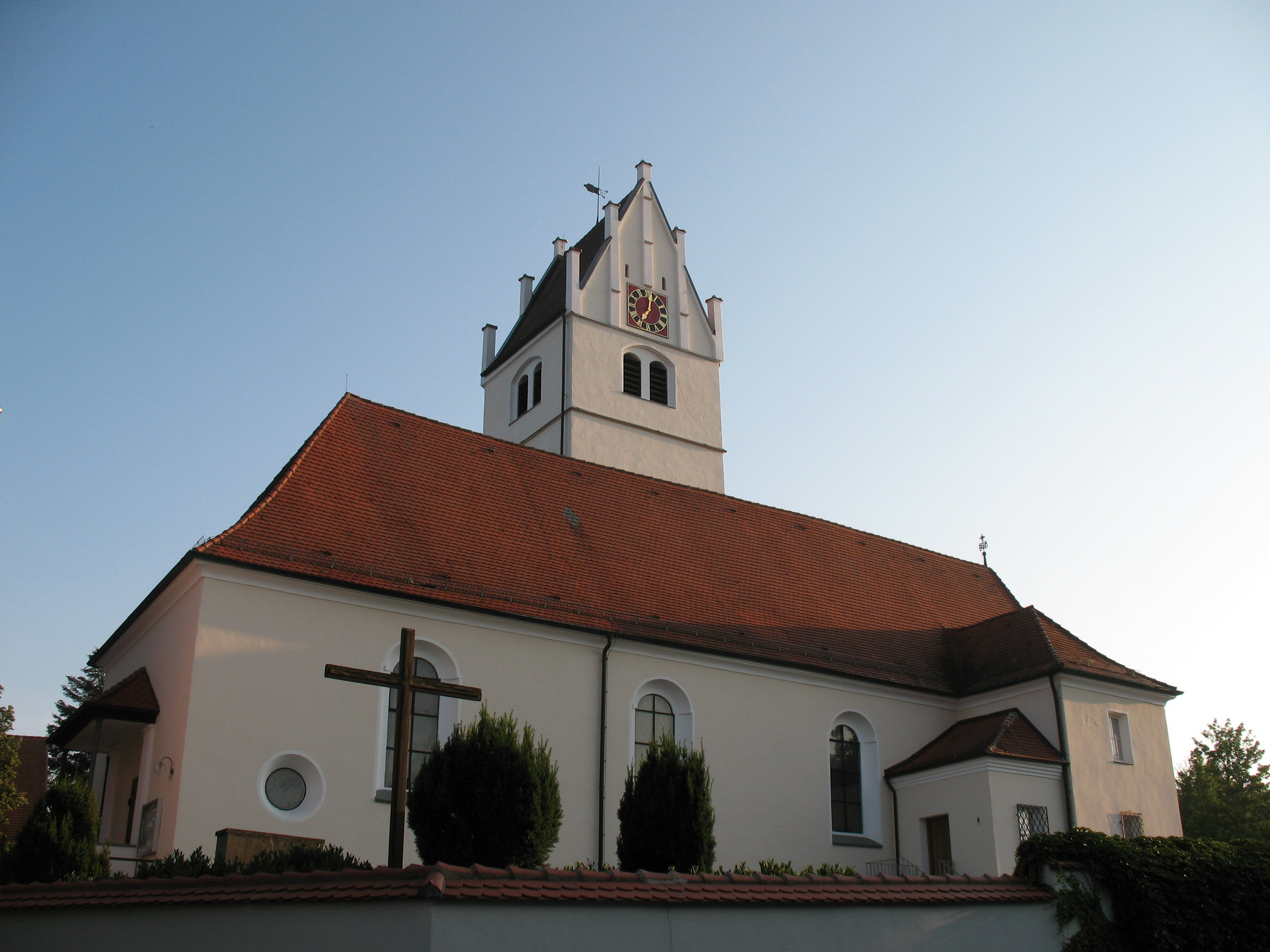
Kirche St. Dionysius

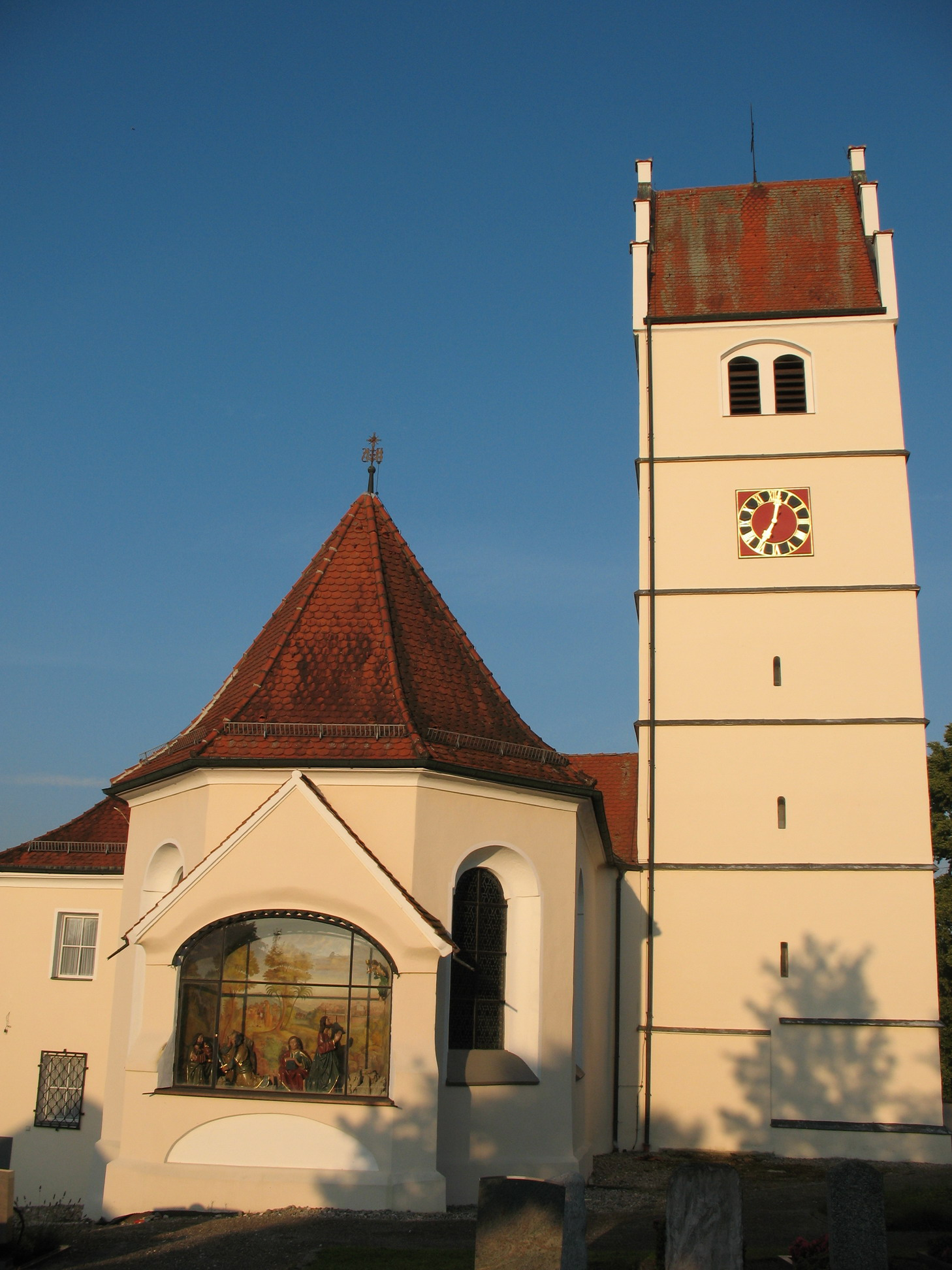
Szenische Darstellung an der Kirche

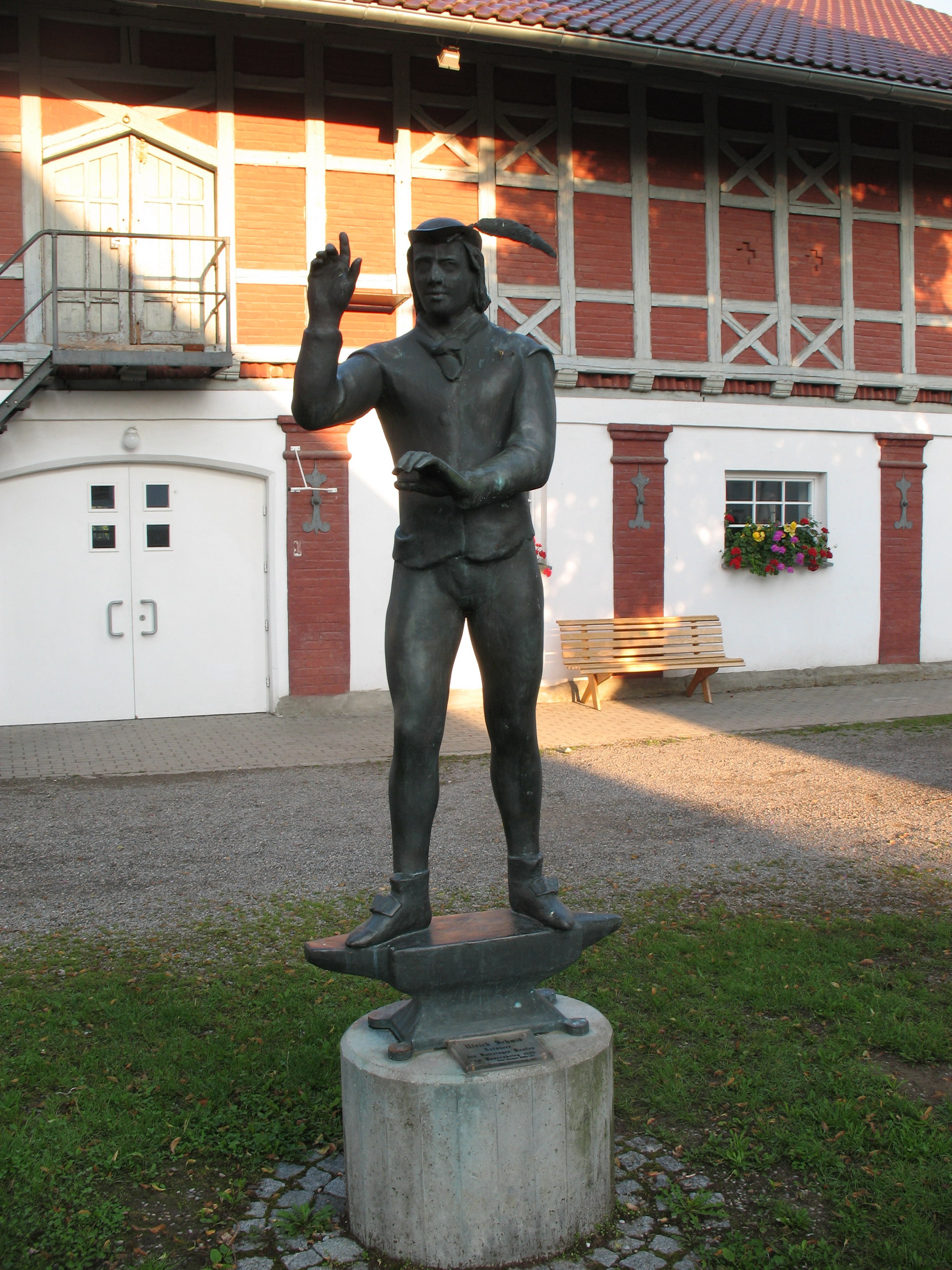
Ulrich Schmied

Das Wappen von Sulmingen ist zweigeteilt. Im oberen Teil befindet sich ein rot und silber (weiß) geschachtelter Schrägbalken auf schwarzem Grund. Im Unteren ein schwarzes, achtspeichiges Pflugrad auf weißem Grund.
Der Balken ist angelehnt an die Zisterzienserinnen von Heggbach und symbolisiert die Verbindungen von Sulmingen zu Heggbach und Salem. Sulmingen wünschte sich, durch ein Landwirtschaftssymbol wie das Pflugrad, in seinem Wappen eine Erinnerung an den Bauernführer Ulrich Schmied.
Farblich lehnt sich das Wappen an den früheren Ortsadel an.
Verliehen wurde das Wappen am 16. Oktober 1957 durch das baden- württembergische Innenministerium.

## Geschichte

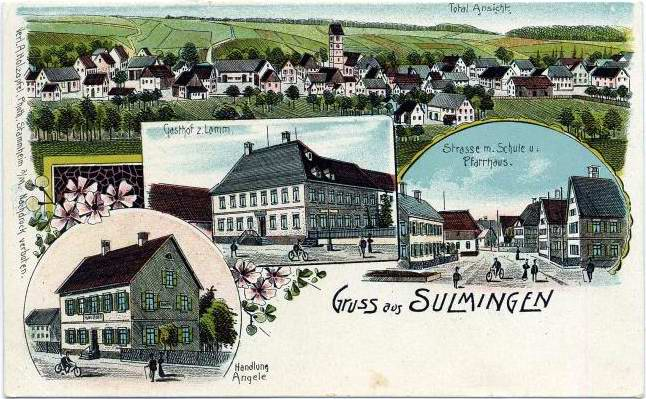
Sulmingen um 1900

Mit der ersten Erwähnung im Jahre 1250 erfolgt zugleich der Beweis eines Adelsgeschlechts: Die Herren von Sulmingen. Dieser niedere Adel wird bis 1396 erwähnt. Bevor die Abtei des Klosters Heggbach 1277 das ganze Dorf in Besitz hatte, waren die Grafen von Kirchdorf und Berg sowie das Reich Grundbesitzer. Im Jahre 1606 erhielt das Kloster Salem die Blutgerichtsbarkeit von der Landvogtei Schwaben. Durch die Säkularisation 1803 ging Sulmingen an die Grafen von Plettenberg und 1806 durch die Rheinbundakte an das Königreich Württemberg. Gerichtlich unterstand es dem Patrimonialvogteiamt in Mietingen, welches allerdings 1809 aufgelöst wurde. Von 1810 bis 1938 gehörte das Dorf zum Oberamt Wiblingen/Laupheim und ging dann zum Landkreis Biberach.
Am 1. Januar 1975 wurde Sulmingen nach Maselheim eingemeindet.

## Veranstaltungen
- Jedes Jahr findet in Sulmingen das "Sulminger Dorffest" statt. Es bildet Szenen aus dem beginnenden 16. Jahrhundert nach: Baltringer Haufen mit Bauernaufstand und Revolutionsrede des Sulminger Schmieds Ulrich Schmied, Dreschvorführungen und verschiedene Handwerksvorführungen (Hufschmied, Seiler, Wagner u. ä.). Dazu kommen musikalische Band-Auftritte. Außerdem gibt es noch spezielle Angebote für Kinder wie Ponyreiten oder Dürnach-Zügle.

## Tourismus
Sehenswürdigkeiten
- Kirche St. Dionysius
- Schmied-Denkmal (Der Schmied Ulrich Schmied war im Bauernkrieg ein Anführer des Baltringer Haufens)

Verkehrswege
- Öchsle-Radweg

Kulturdenkmäler
- Wasserburg Sulmingen

## Söhne und Töchter Sulmingens
- Ulrich Schmied, Schmied und Rädelsführer des Baltringer Haufens
- Helmuth Barth (1933–1991), Tierfilmer, Kameramann beim 1972 oscarprämierten Dokumentarfilm Die Hellstrom Chronik
- Elmar Braun (* 1956), Bürgermeister von Maselheim, erster Die Grünen Bürgermeister Deutschlands